# US Capitol Subway

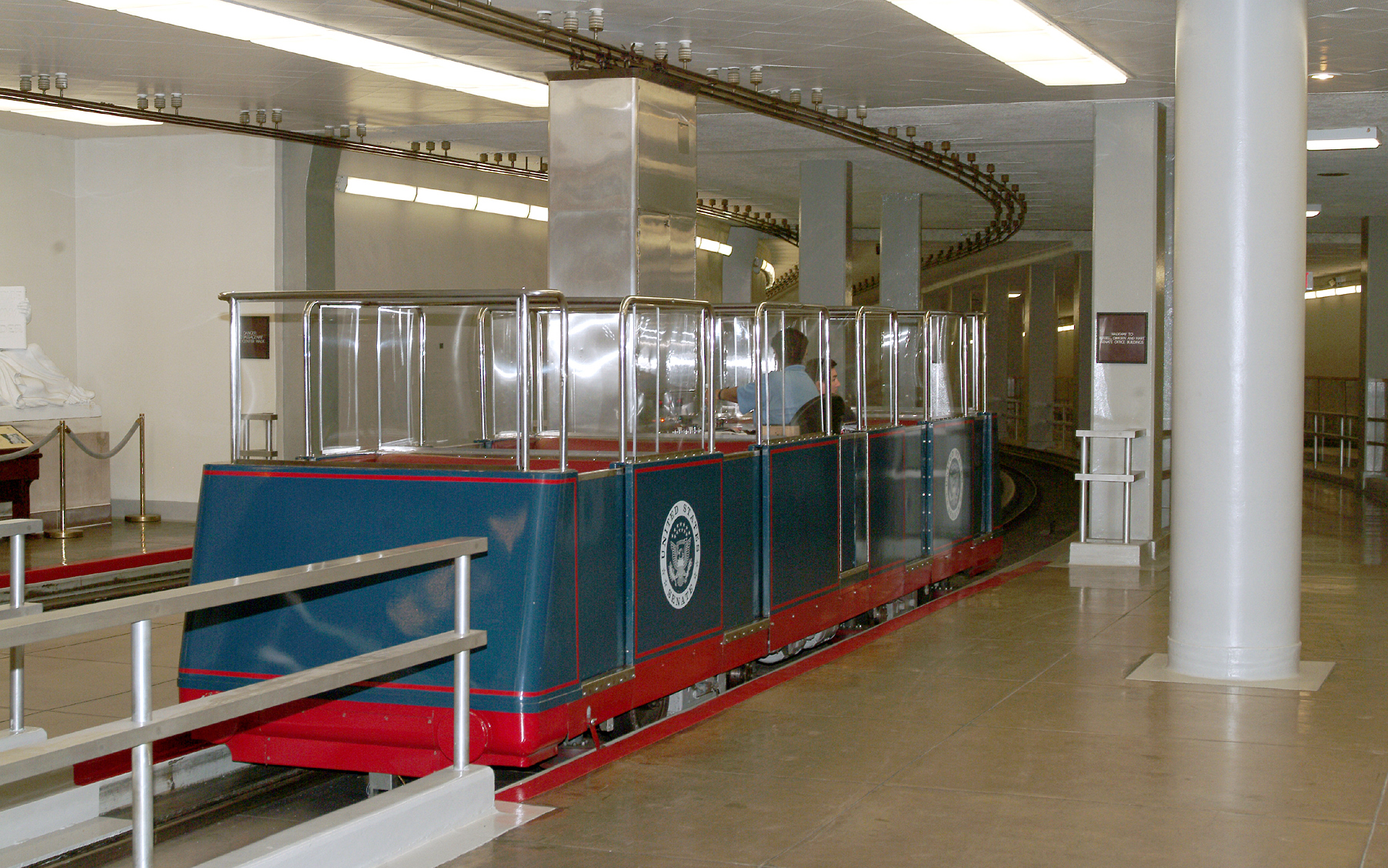
U-Bahn-Haltestelle Russell Senate Office Building mit U-Bahn-Zug.

Die US Capitol Subway (englisch United States Capitol Subway System) ist eine U-Bahn unterhalb des Kapitolkomplexes, die in drei Linien das Kapitol in Washington, D.C. mit seinen Bürogebäuden verbindet. Bis zu den Anschlägen vom 11. September 2001 war sie für die Öffentlichkeit zugänglich, seitdem dürfen sie aus Sicherheitsgründen nur noch Kongressmitglieder, ihre Besucher und Angestellte des Kongresses benutzen.  
Vom Südflügel, der Seite des Repräsentantenhauses, fährt eine Bahn mit Triebfahrzeugführern und Einzelwagen zwischen dem Kapitol und dem Rayburn House Office Building. Vom Nordflügel, der Senatsseite aus, fahren zwei Linien: Die erste ist ebenfalls mit Triebfahrzeugführern versehen und führt vom Kapitol zum Russell Senate Office Building. Die zweite, führerlose, von Linearmotoren angetriebene Bahn fährt vom Kapitol zum Hart Senate Office Building und zum Dirksen Senate Office Building.
Die House- und Senatshaltestellen unter dem Kapitol sind durch ein Netz von Tunneln verbunden.
Die erste Bahn fuhr am 7. März 1909, um das Russell Senate Office Building mit dem Kapitol zu verbinden. Das Dirksen Building kam 1954 dazu, und seit 1965 ist auch das Rayburn House Building angeschlossen. Die letzte Renovierung erfolgte 1994. 
Zum Netz der öffentlichen Washington Metro besteht keine Verbindung.